# Kevin Miller
Pour les articles homonymes, voir Miller.
Kevin Brady Miller (né le 9 septembre 1965 à Lansing, Michigan aux États-Unis) est un joueur américain de hockey sur glace.

## Carrière de joueur
Après quelques années avec les Spartans de Michigan State, il rejoignit l'organisation des Rangers de New York qui l'avait sélectionné en 1984. Il jouera plusieurs années dans la Ligue nationale de hockey ainsi que dans la Ligue internationale de hockey.
Il représenta aussi les États-Unis à quelques compétitions internationales sans toutefois y remporter une quelconque médaille.
(Mis à part sa carrière sportive nous pouvons aussi le voir dans une série Smallville (dans la saison 8 pour 4 épisodes) où il incarne Lex Luthor le milliardaire ennemis de Clark Kent, il remplace Michael Rosenbaum dans ce rôle, mais la ressemblance entre l'acteur et le joueur est frappante, même si Lex Luthor est dans cette saison avec un appareil respiratoire.)

## Statistiques
Pour les significations des abréviations, voir Statistiques du hockey sur glace.

### En club
| Saison     | Équipe                      | Ligue      |     | Saison régulière | Saison régulière | Saison régulière | Saison régulière | Saison régulière |    | Séries éliminatoires | Séries éliminatoires | Séries éliminatoires | Séries éliminatoires | Séries éliminatoires |
| Saison     | Équipe                      | Ligue      | PJ  | B                | A                | Pts              | Pun              | PJ               | B  | A                    | Pts                  | Pun                  |                      |                      |
| 1983-1984  | Royals de Redford           | GLJHL      | 44  | 28               | 57               | 85               | -                | -                | -  | -                    | -                    | -                    |                      |                      |
| 1984-1985  | Spartans de Michigan State  | NCAA       | 44  | 11               | 29               | 40               | 84               |                  |    |                      |                      |                      |                      |                      |
| 1985-1986  | Spartans de Michigan State  | NCAA       | 45  | 19               | 52               | 71               | 112              | -                | -  | -                    | -                    | -                    |                      |                      |
| 1986-1987  | Spartans de Michigan State  | NCAA       | 45  | 25               | 56               | 81               | 63               | -                | -  | -                    | -                    | -                    |                      |                      |
| 1987-1988  | Spartans de Michigan State  | NCAA       | 9   | 6                | 3                | 9                | 18               | -                | -  | -                    | -                    | -                    |                      |                      |
| 1987-1988  | équipe nationale américaine | Intl.      | 48  | 31               | 32               | 63               | 33               | -                | -  | -                    | -                    | -                    |                      |                      |
| 1988-1989  | Rangers de Denver           | LIH        | 55  | 29               | 47               | 76               | 19               | 4                | 2  | 1                    | 3                    | 2                    |                      |                      |
| 1988-1989  | Rangers de New York         | LNH        | 24  | 3                | 5                | 8                | 2                | -                | -  | -                    | -                    | -                    |                      |                      |
| 1989-1990  | Spirits de Flint            | LIH        | 48  | 19               | 23               | 42               | 41               | -                | -  | -                    | -                    | -                    |                      |                      |
| 1989-1990  | Rangers de New York         | LNH        | 16  | 0                | 5                | 5                | 2                | 1                | 0  | 0                    | 0                    | 0                    |                      |                      |
| 1990-1991  | Rangers de New York         | LNH        | 63  | 17               | 27               | 44               | 63               | -                | -  | -                    | -                    | -                    |                      |                      |
| 1990-1991  | Red Wings de Détroit        | LNH        | 11  | 5                | 2                | 7                | 4                | 7                | 3  | 2                    | 5                    | 20                   |                      |                      |
| 1991-1992  | Red Wings de Détroit        | LNH        | 80  | 20               | 26               | 46               | 53               | 9                | 0  | 2                    | 2                    | 4                    |                      |                      |
| 1992-1993  | Capitals de Washington      | LNH        | 10  | 0                | 3                | 3                | 35               | -                | -  | -                    | -                    | -                    |                      |                      |
| 1992-1993  | Blues de Saint-Louis        | LNH        | 72  | 24               | 22               | 46               | 65               | 10               | 0  | 3                    | 3                    | 11                   |                      |                      |
| 1993-1994  | Blues de Saint-Louis        | LNH        | 75  | 23               | 25               | 48               | 83               | 3                | 1  | 0                    | 1                    | 4                    |                      |                      |
| 1994-1995  | Blues de Saint-Louis        | LNH        | 15  | 2                | 5                | 7                | 0                | -                | -  | -                    | -                    | -                    |                      |                      |
| 1994-1995  | Sharks de San José          | LNH        | 21  | 6                | 7                | 13               | 13               | 6                | 0  | 0                    | 0                    | 2                    |                      |                      |
| 1995-1996  | Sharks de San José          | LNH        | 68  | 22               | 20               | 42               | 41               | -                | -  | -                    | -                    | -                    |                      |                      |
| 1995-1996  | Penguins de Pittsburgh      | LNH        | 13  | 6                | 5                | 11               | 4                | 18               | 3  | 2                    | 5                    | 8                    |                      |                      |
| 1996-1997  | Blackhawks de Chicago       | LNH        | 69  | 14               | 17               | 31               | 41               | 6                | 0  | 1                    | 1                    | 0                    |                      |                      |
| 1997-1998  | Ice d'Indianapolis          | LIH        | 26  | 11               | 11               | 22               | 41               | 2                | 1  | 1                    | 2                    | 0                    |                      |                      |
| 1997-1998  | Blackhawks de Chicago       | LNH        | 37  | 4                | 7                | 11               | 8                | -                | -  | -                    | -                    | -                    |                      |                      |
| 1998-1999  | Wolves de Chicago           | LIH        | 30  | 11               | 20               | 31               | 8                | 10               | 2  | 7                    | 9                    | 22                   |                      |                      |
| 1998-1999  | Islanders de New York       | LNH        | 33  | 1                | 5                | 6                | 13               | -                | -  | -                    | -                    | -                    |                      |                      |
| 1999-2000  | Griffins de Grand Rapids    | LIH        | 63  | 20               | 34               | 54               | 51               | 17               | 11 | 7                    | 18                   | 30                   |                      |                      |
| 1999-2000  | Sénateurs d'Ottawa          | LNH        | 9   | 3                | 2                | 5                | 2                | 1                | 0  | 0                    | 0                    | 0                    |                      |                      |
| 2000-2001  | HC Davos                    | LNA        | 36  | 29               | 27               | 56               | 61               | 4                | 3  | 0                    | 3                    | 2                    |                      |                      |
| 2001-2002  | HC Davos                    | LNA        | 43  | 24               | 18               | 42               | 58               | 16               | 4  | 10                   | 14                   | 12                   |                      |                      |
| 2002-2003  | HC Davos                    | LNA        | 44  | 14               | 24               | 38               | 38               | 17               | 9  | 3                    | 12                   | 4                    |                      |                      |
| 2003-2004  | Griffins de Grand Rapids    | LAH        | 74  | 27               | 21               | 48               | 22               | 4                | 3  | 0                    | 3                    | 5                    |                      |                      |
| 2003-2004  | Red Wings de Détroit        | LNH        | 4   | 0                | 2                | 2                | 0                | -                | -  | -                    | -                    | -                    |                      |                      |
| 2004-2005  | Generals de Flint           | LIH        | 7   | 1                | 4                | 5                | 10               | -                | -  | -                    | -                    | -                    |                      |                      |
| Totaux LNH | Totaux LNH                  | Totaux LNH | 620 | 150              | 185              | 335              | 429              | 61               | 7  | 10                   | 17                   | 49                   |                      |                      |

### En équipe nationale
| Année | Équipe     | Compétition          |   | PJ | B | A | Pts | Pun         |  | Résultats |
| 1988  | États-Unis | Jeux olympiques      | 5 | 1  | 2 | 3 | 4   | 7e position |  |           |
| 1991  | États-Unis | Championnat du monde | 9 | 3  | 5 | 8 | 10  | 4e position |  |           |
| 2003  | États-Unis | Championnat du monde | 6 | 0  | 2 | 2 | 4   |             |  |           |

## Trophées et honneurs personnels
Ligue nationale de hockey
- 1984 : repêché par les Rangers de New York au 10e tour, à la 202e position

## Transactions en carrière
- 5 mars 1991 : échangé aux Red Wings de Détroit par les Rangers de New York avec Jim Cummins et Dennis Vial en retour de Per Djoos et de Joe Kocur.
- 20 juin 1992 : échangé aux Capitals de Washington par les Red Wings de Détroit en retour de Dino Ciccarelli.
- 2 novembre 1992 : échangé aux Blues de Saint-Louis par les Capitals de Washington en retour de Paul Cavallini.
- 23 mars 1995 : échangé aux Sharks de San José par les Blues de Saint-Louis en retour de Todd Elik.
- 20 mars 1996 : échangé aux Penguins de Pittsburgh par les Sharks de San José en retour d'un choix de 5e ronde (échangé plus tard aux Bruins de Boston, Boston sélectionne Elias Abrahamsson) lors du repêchage d'entrée dans la LNH en 1996.
- 18 juillet 1996 : signe un contrat comme agent libre avec les Blackhawks de Chicago.
- 9 octobre 1998 : signe un contrat comme agent libre avec les Islanders de New York.
- 24 août 1999 : signe un contrat comme agent libre avec les Sénateurs d'Ottawa.
- 27 août 2003 : signe un contrat comme agent libre avec les Red Wings de Détroit.

## Parenté dans le sport
- Frère des anciens joueurs Kelly et Kip Miller.